# Tierienino (dieriewnia w obwodzie smoleńskim)
Tierienino (ros. Теренино) – wieś (dieriewnia) w Rosji, w obwodzie smoleńskim, w rejonie jelnińskim. W 2010 liczyła 32 mieszkańców.